# Гобарт
Го́барт (іноді Хобарт, англ. Hobart, [ˈhoʊbɑrt], палава-кані nipaluna) — столиця та найбільше місто австралійського штату Тасманія. Засноване в 1804 році як виправна колонія. Гобарт є другим найстарішим містом Австралії після Сіднею. Населення 216 656 (перепис 2011 року). Назву має на честь лорда Гобарта, колоніального секретаря. Місто знаходиться біля підніжжя гори Веллінгтон, висота якої 1271 метр. Місто — фінансовий і адміністративний центр Тасманії, а також виступає як перевалочний пункт для австралійських і французьких антарктичних дослідницьких груп.

## Історія
Гобарт був заснований на східному березі, у гирлі річки Дервент у бухті Рідсон на південному сході Тасманії у 1803 році. Наступного року (1804) був перенесений у бухту Саллівана й набув статусу міста.
Місто назване на честь лорда Гобарта, міністра колоній. Спочатку місто було в'язницею, куди звозилися ув'язнені з усієї Британської імперії. Воно також відігравало важливу роль у закріпленні Британії на Австралійському континенті.

## Транспорт

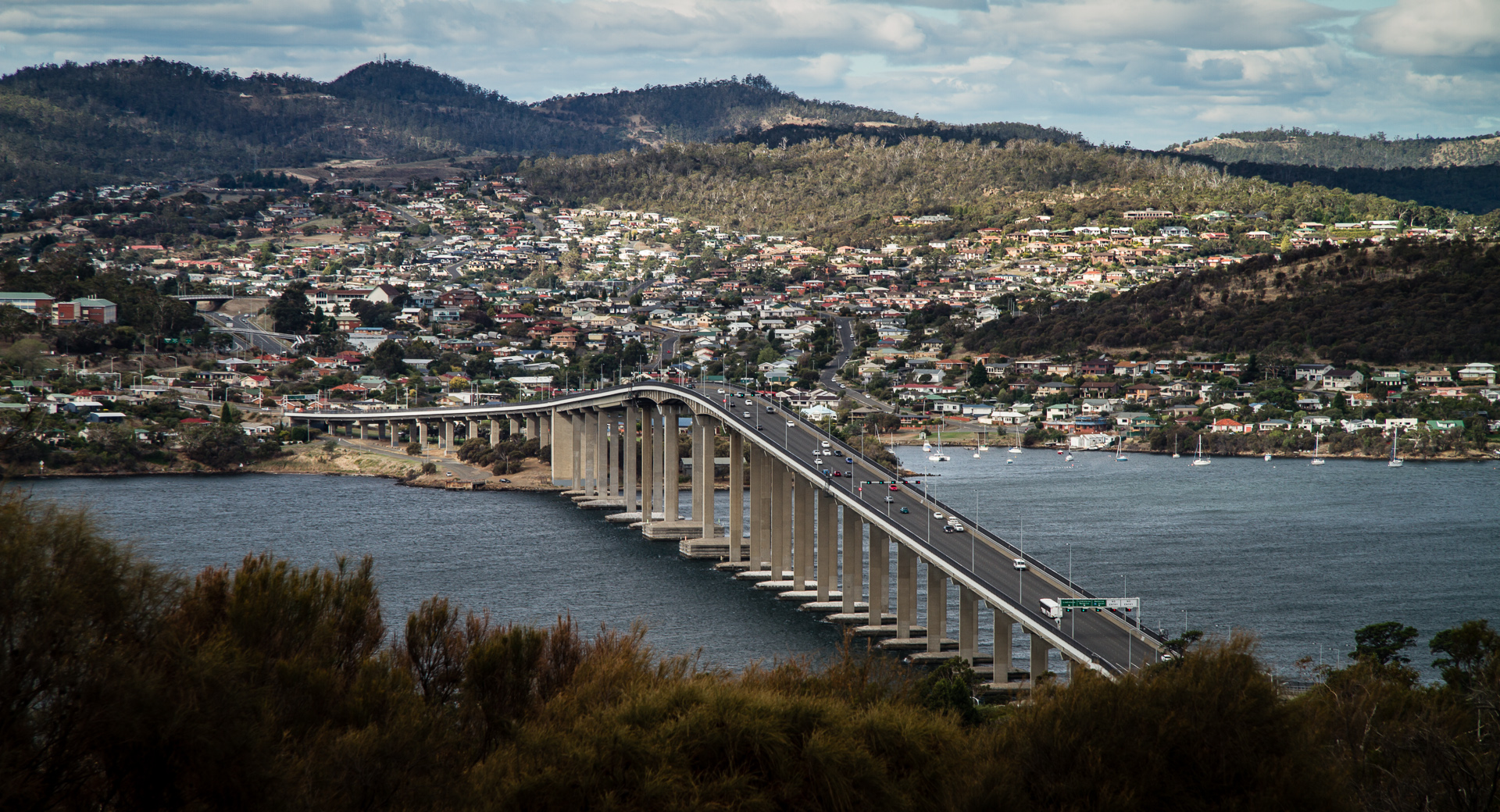
Тасманівський міст (Tasman Bridge)

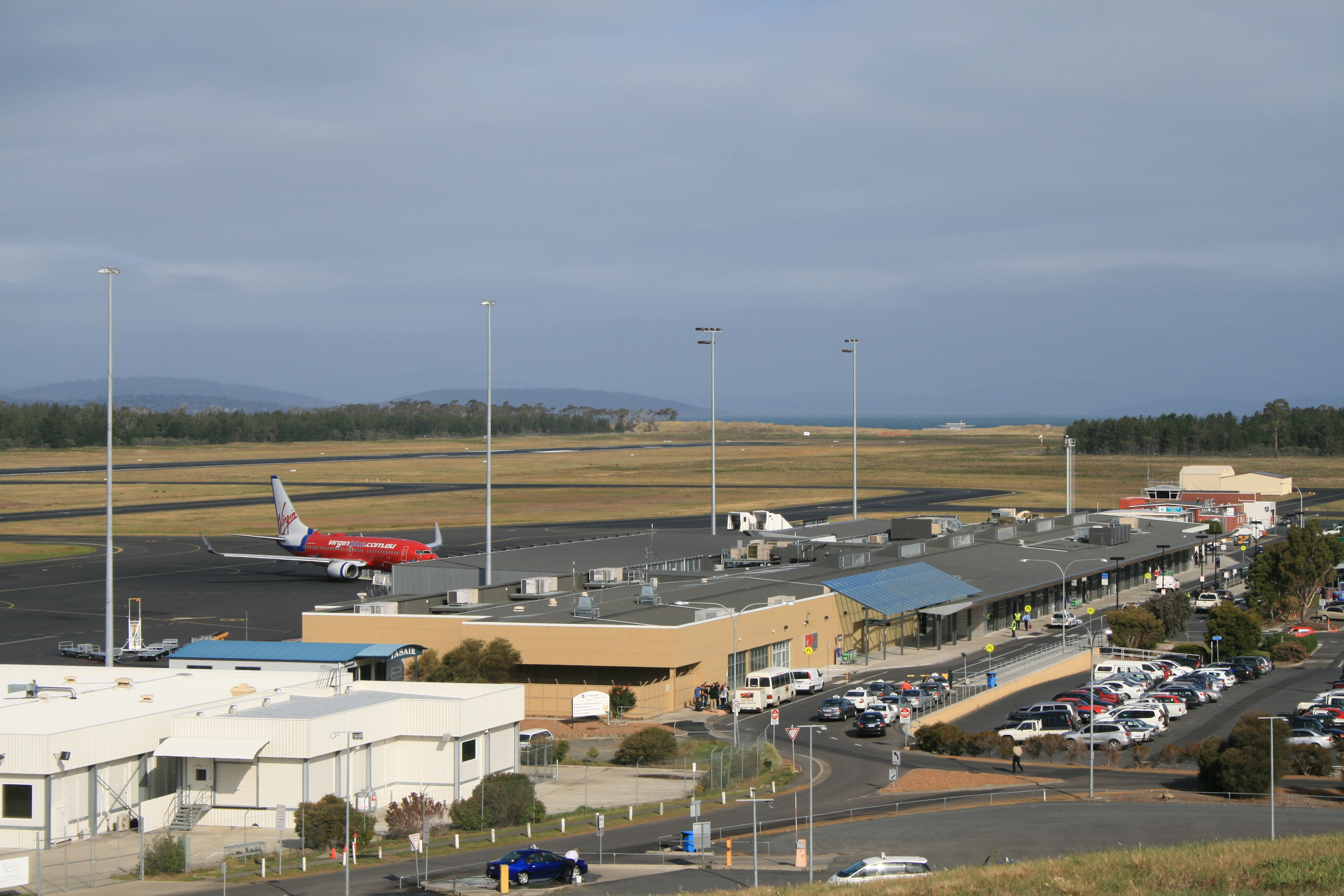
Міжнародний аеропорт Гобарту

## Географія
Столична область Великого Гобарта має у складі три самоврядних міста — Гобарт, Гленорчі і Кларенс, плюс області Кінгброу та Брайтон. Сучасне місто розрослося на пагорб Веллінгтон, а приміські області займають обширні території на обох берегах річки Дервент.

### Клімат
Гобарт має м'який помірний океанський клімат, з чотирма чіткими сезонами. Найвища температура була зафіксована 4 січня 2013 року — 41,8 °C, найнижча становила −2,8 °C 25 червня 1972 і 11 липня 1981. У місті взимку сніг буває рідко, проте сусідня гора Велінгтон часто покрита снігом взимку, і отримує несезонні снігопади у всі сезони, зокрема літом.
| Клімат Гобарта          | Клімат Гобарта | Клімат Гобарта | Клімат Гобарта | Клімат Гобарта | Клімат Гобарта | Клімат Гобарта | Клімат Гобарта | Клімат Гобарта | Клімат Гобарта | Клімат Гобарта | Клімат Гобарта | Клімат Гобарта | Клімат Гобарта |
| Показник                | Січ.           | Лют.           | Бер.           | Квіт.          | Трав.          | Черв.          | Лип.           | Серп.          | Вер.           | Жовт.          | Лист.          | Груд.          | Рік            |
| Абсолютний максимум, °C | 41,8           | 40,1           | 37,3           | 31,0           | 25,7           | 20,6           | 22,1           | 24,5           | 31,0           | 34,6           | 36,8           | 40,6           | 41,8           |
| Середній максимум, °C   | 21,7           | 21,7           | 20,2           | 17,3           | 14,5           | 12,0           | 11,7           | 13,1           | 15,1           | 17,0           | 18,7           | 20,3           | 16,9           |
| Середній мінімум, °C    | 11,9           | 12,1           | 10,9           | 9,0            | 7,0            | 5,2            | 4,6            | 5,2            | 6,4            | 7,8            | 9,3            | 10,8           | 8,4            |
| Абсолютний мінімум, °C  | 3,3            | 3,4            | 1,8            | 0,7            | −1,6           | −2,8           | −2,8           | −1,8           | −0,8           | 0,0            | 0,3            | 3,3            | −2,8           |
| Норма опадів, мм        | 47.6           | 39.9           | 44.9           | 50.8           | 46.4           | 53.8           | 52.5           | 53.6           | 53.2           | 61.7           | 54.3           | 56.3           | 614.8          |
| ----------------------- | -------------- | -------------- | -------------- | -------------- | -------------- | -------------- | -------------- | -------------- | -------------- | -------------- | -------------- | -------------- | -------------- |
| Джерело:                |                |                |                |                |                |                |                |                |                |                |                |                |                |

## Населення

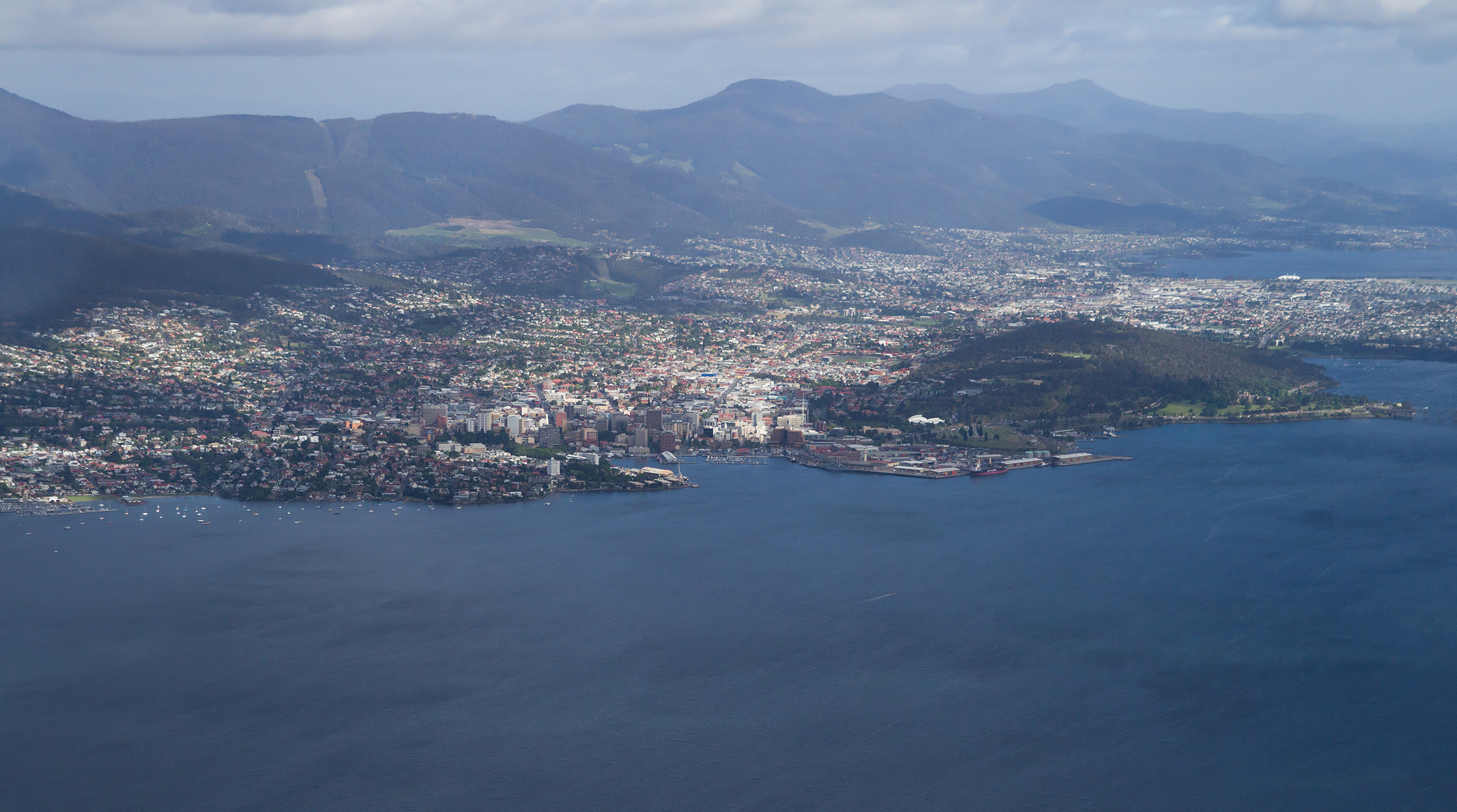
Гобарт з повітря

Згідно з даними перепису 2011 року, населення в районі Великого Гобарту (агломерації) становило 211 656 осіб, а самого міста Гобарт — 48 703 особи. У відповідності до даних того ж перепису, приблизно 17,9 % жителів Великого Гобарту народилися за кордоном, переважно у Великій Британії, Новій Зеландії та Китаї. У Гобарті також почали формуватися процвітаючі корейські та сомалійські громади.
У 2011 році, 58,6 % жителів міста були християнами, в тому числі англіканами були 26,2 %, католиками — 20,3 %, прихожанами Греко-католицької церкви Австралії — 3,4 % і пресвітеріанами — 1,9 %. Крім того, 29,3 % населення назвали себе «нерелігійними» і 8,6 % не відповіли.
Гобарт має невелику громаду мормонів — близько 642 осіб (2011). Існує також синагога зростаючої єврейської громади, близько 111 осіб (2001) або 0,1 % населення Гобарту. У Гобарті також є невеликі громади індуїстів, мусульман та бахаїв.

## Міста-партнери
| Країна  | Місто     | Регіон              | Початок співпраці |
| ------- | --------- | ------------------- | ----------------- |
| Японія  | Яйдзу     | Префектура Шідзуока | 1977              |
| Італія  | Л'Аквіла  | Абруццо             | 1980              |
| Чилі    | Вальдивія | Лос-Ріос            | 1998              |
| Франція | Брест     | Бретань             |                   |